# Teta Puber na obisku
Teta Puber na obisku je slovenska knjiga, ki jo je zapisala Mira Dobravec. Izšla je leta 2004 pri založbi Družina, ilustrirala jo je Karmen Špelič, spremno besedo je napisal Bogdan Žorž.

## Vsebina
Teta Puber je puberteta, s katero se spopada hčerka staršev Smolček. Zgodba opisuje družinsko življenje in vsakdanje prepire.

## Liki
Glavna oseba je Ana, punca v začetku pubertete.
Stranske književne osebe so člani njene družine: oče in mati, brata Matjaž in Matej in sestra Tina. Matjaž in Matej sta v dogajanju prisotna manj kot ostali, ker sta že študenta in se manj vpletata v družinsko življenje.
Teta Puber pride na obisk, kadar ima Tina izpade.

## Analiza zgodbe
Zgodba je izmišljena, opisuje sodobno družino.  
Zgodba ima družinsko tematiko.
Opisuje družino v času, ko je prva hčer v puberteti. Prepirajo se glede vsakdanjih stvari. Zgodba je aktualna.